# Kościół św. Andrzeja Boboli w Warszawie (Saska Kępa)
Kościół św. Andrzeja Boboli w Warszawie – rzymskokatolicka świątynia znajdująca się przy ul. Alfreda Nobla na Saskiej Kępie. Jest kościołem parafialnym parafii Matki Bożej Nieustającej Pomocy. 

## Historia
W miejscu obecnego kościoła budowę pierwszej murowanej świątyni rozpoczęto jeszcze przed wybuchem II wojny światowej. Autorem projektu był Piotr Lubiński. 30 kwietnia 1939 w obecności wiernych i prezydenta Stefana Starzyńskiego poświęcenia kamienia węgielnego dokonał abp Stanisław Gall. W momencie wybuchu wojny mury miały już 10 m wysokości, jednak jeszcze w 1939 świątynia uległa zniszczeniu. 
W kwietniu 1940 wzniesiono kaplicę o charakterze prowizorycznym. Budowę wznowiono w 1946. Autorami zmodyfikowanych projektów byli Józef Łowiński i Jan Bogusławski. 3 października 1952 kościół został wyświęcony przez kard. Stefana Wyszyńskiego, a w 1980 przez niego konsekrowany.
W 1979 roku kościół został wpisany został do rejestru zabytków.
W świątyni znajdują się m.in. drewniane rzeźby św. Judy Tadeusza i św. Antoniego Padewskiego wykonane przez Tadeusza Świerczka.
Na ścianach kościoła umieszczone są tablice pamiątkowe poświęcone:
- historii kościoła przy ul. Nobla
- proboszczom parafii Matki Bożej Nieustającej Pomocy
- żołnierzom III rejonu Obwodu VI Warszawa Praga Armii Krajowej
- żołnierzom 336 Pułku Piechoty
- generałowi Stanisławowi Burhardt-Bukackiemu (na tablicy błędnie – jako Burchardt-Bukacki)
- generałowi Tadeuszowi Kutrzebie
- majorowi Andrzejowi Górnickiemu
- porucznikowi Piotrowi Rzepce

W czerwcu 2015 na terenie parafialnym ustawiono głaz upamiętniający ks. Jana Twardowskiego – wikariusza w latach 1957–1958.

## Galeria

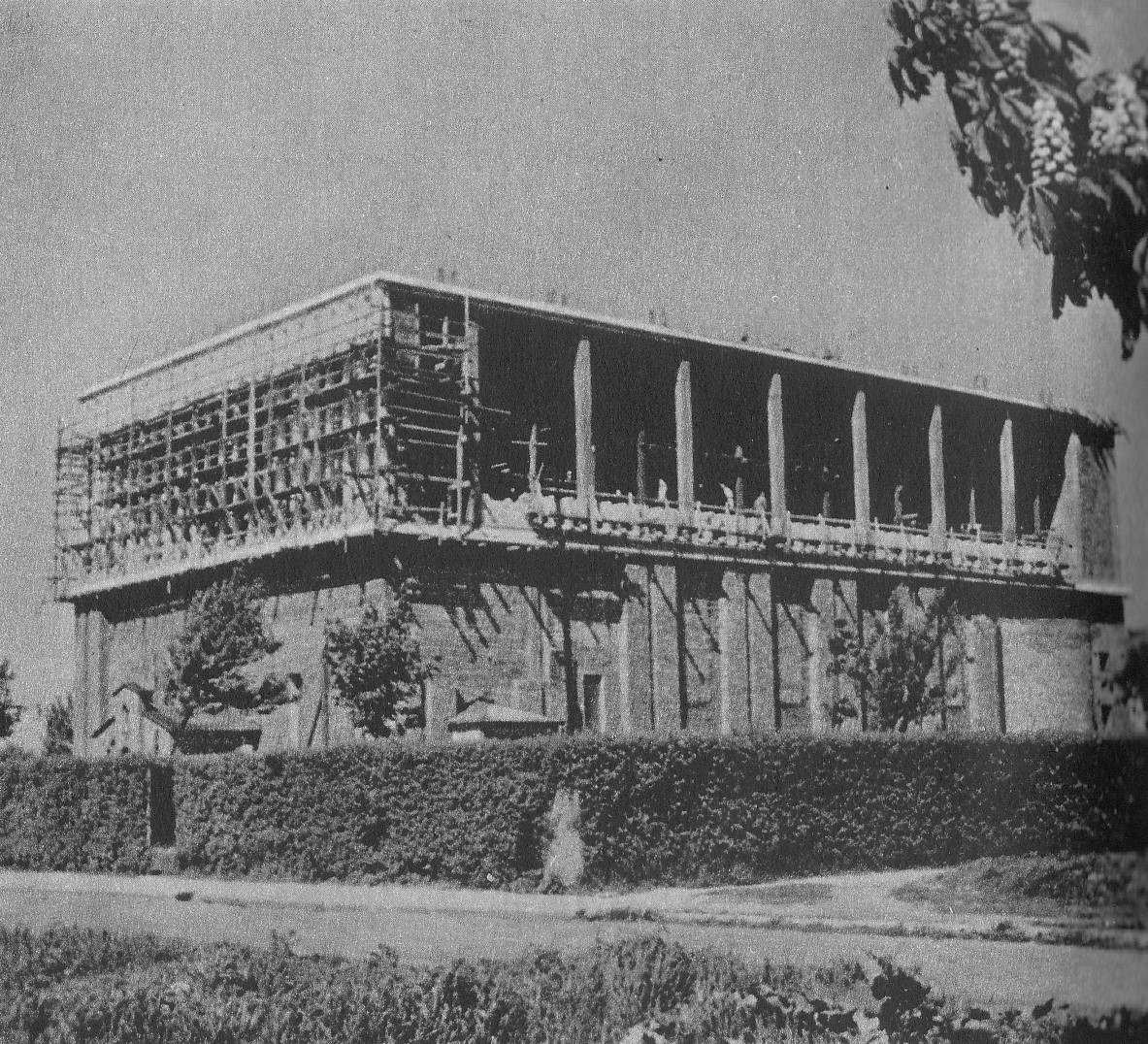
Budowa świątyni w latach 40. XX wieku
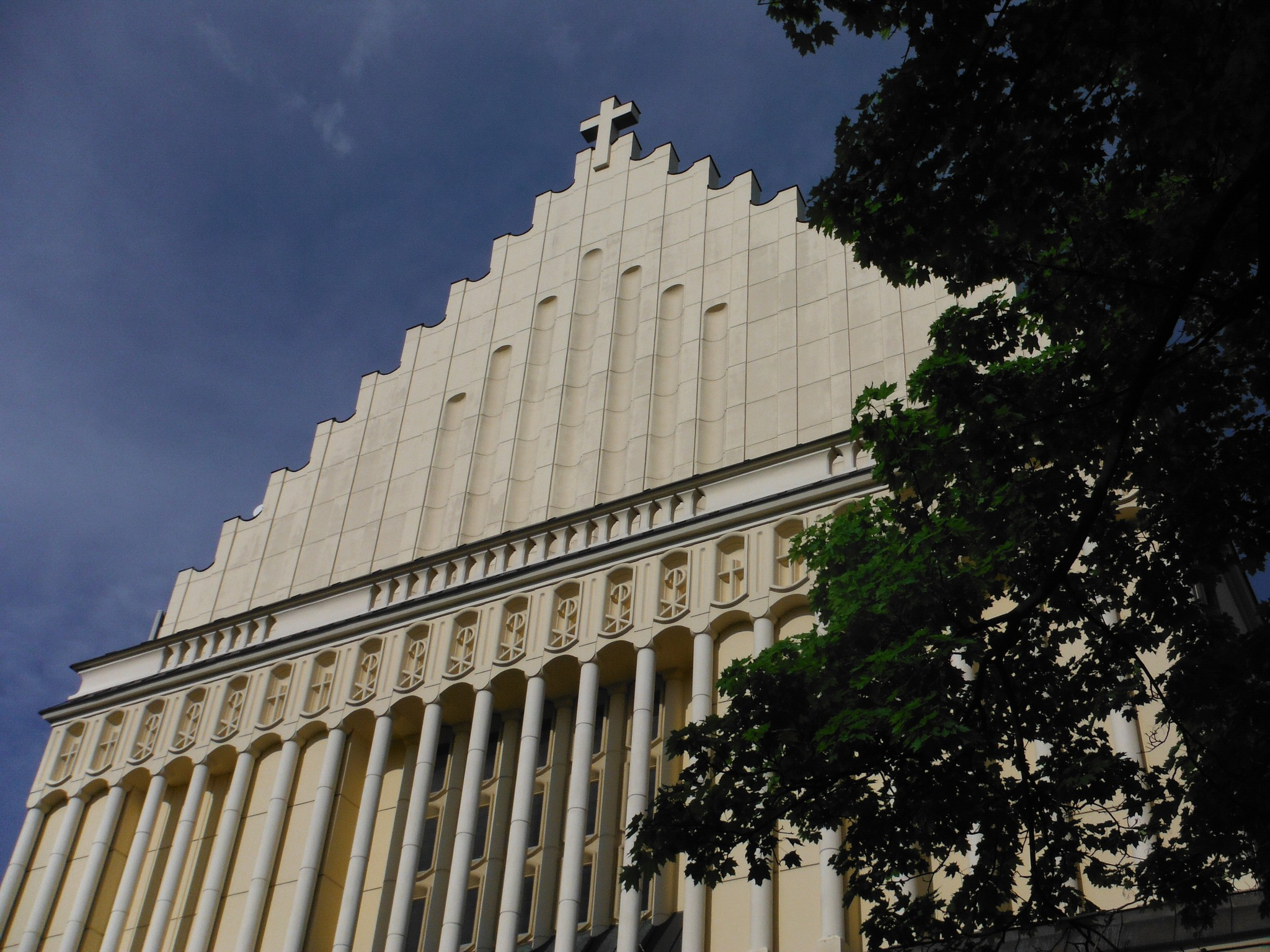
Fasada świątyni od strony ul. Nobla
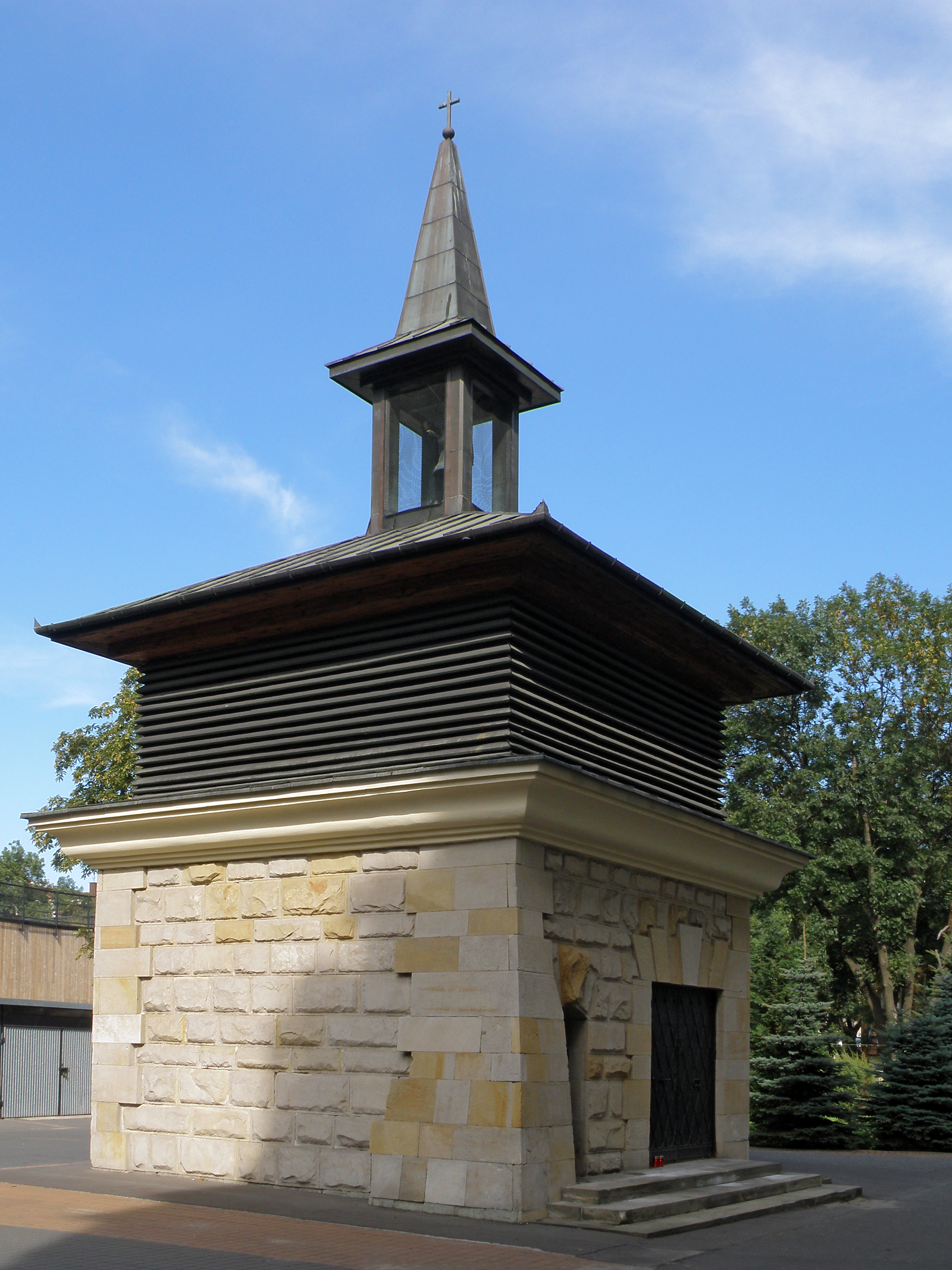
Dzwonnica
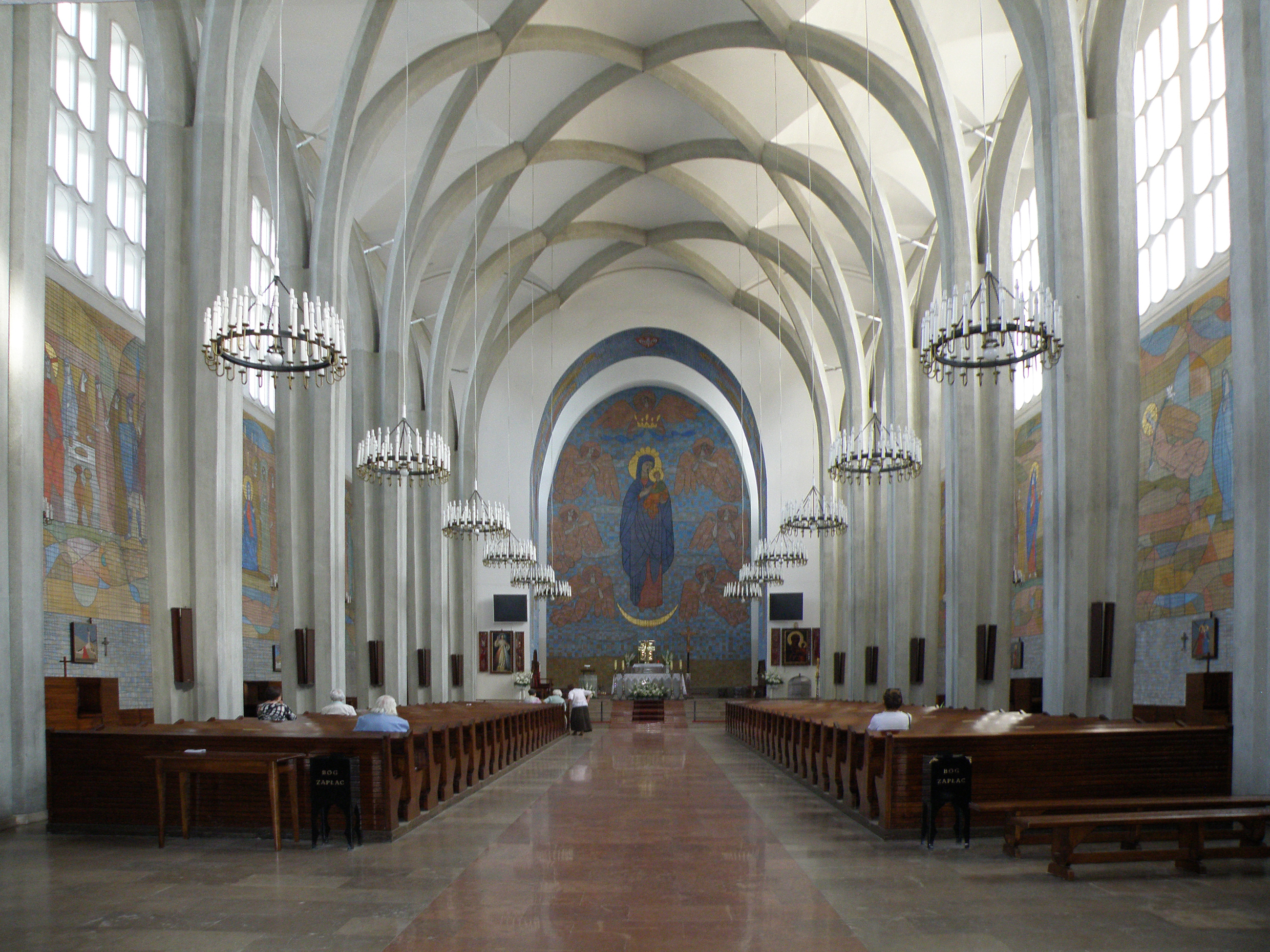
Wnętrze kościoła